# Ignazio Antonio II Hayek
Ignazio Antonio II, nato Antun Hayek (Aleppo, 14 settembre 1910 – Charfet, 21 febbraio 2007), è stato arcieparca di Aleppo e tredicesimo patriarca della Chiesa sira.

## Biografia
Nato a Aleppo il 14 settembre 1910, Antun Hayek fu ordinato prete il 10 giugno 1933. Nominato arcieparca di Aleppo il 27 maggio 1959, ricevette la consacrazione episcopale dalle mani del patriarca Ignazio Gabriele I Tappouni il 15 agosto 1959. Il 10 marzo 1968 fu eletto patriarca della Chiesa sira. Dette le dimissioni, accettate dalla Santa Sede il 23 luglio 1998. È deceduto nel monastero di Charfet il 21 febbraio 2007.

## Genealogia episcopale e successione apostolica
La genealogia episcopale è:
- Patriarca Ignazio Matteo Benham
- Patriarca Ignazio Giorgio V Sayar
- Patriarca Ignazio Antonio I Samheri
- Patriarca Ignazio Giorgio V Chelhot
- Patriarca Ignazio Efrem II Rahmani
- Cardinale Ignazio Gabriele I Tappouni
- Patriarca Ignazio Antonio II Hayek

La successione apostolica è:
- Arcivescovo Clément Abdulla Eliane Rahal (1968)
- Arcivescovo Denys Philippe Beilouné (1969)
- Arcivescovo Eustathe Joseph Mounayer (1971)
- Arcivescovo Joseph Jacob Abiad (1971)
- Arcivescovo Clément Georges Schelhoth (1972)
- Cardinale Ignazio Mosé I Daoud (1977)
- Arcivescovo Matti Shaba Matoka (1979)
- Arcivescovo Jacques Georges Habib Hafouri (1982)
- Arcivescovo Denys Raboula Antoine Beylouni (1983)
- Arcivescovo Théophile Jean Dahi (1984)
- Arcivescovo Jules Mikhael Al-Jamil (1986)
- Vescovo Flavien Joseph Melki (1995)
- Arcivescovo Gregorios Elias Tabé (1996)
- Patriarca Ignazio Giuseppe III Younan (1996)
- Vescovo Clément-Joseph Hannouche (1996)
- Arcivescovo Jacques Behnan Hindo (1997)
- Patriarca Ignazio Pietro VIII Abdel-Ahad (1997)